# Hedysarum austrokurilense
Hedysarum austrokurilense là một loài thực vật có hoa trong họ Đậu. Loài này được (N.S.Pavlova) N.S.Pavlova miêu tả khoa học đầu tiên.